# Carlos Coello
Carlos Coello, «Tuma» (n. 2 de diciembre de 1940 cerca de Manzanillo, Cuba; m. 26 de junio de 1967 en Bolivia) fue un guerrillero y militar cubano que luchó a las órdenes del Che Guevara en la Revolución Cubana, el Congo y Bolivia donde murió en combate. Alcanzó el grado de sargento del ejército cubano.

## Biografía

### Revolución cubana
Carlos Coello nació en una finca cerca de Manzanillo. Era un campesino pobre que se integró a la recién guerrilla del Movimiento 26 de Julio en 1956, cuando aún era un adolescente de 16 años.
Se entrenó en México y en diciembre de 1956 fue uno de los 82 hombres que se embarcaron en el yate Granma y luego fue uno de los 22 soldados que sobrevivieron a la emboscada de Alegría de Pío y lograron instalar el núcleo guerrillero en la Sierra Maestra.
Cuando se creó la Segunda Columna al mando de Ernesto Che Guevara, éste pido a «Tuma» para que la integre y desde ese momento combatió bajo sus órdenes, constituyéndose en uno de los hombres de su escolta, de máxima confianza, junto con Juan Alberto Castellanos, Hermes Peña, Carlos Coello («Tuma»), Leonardo Tamayo («Urbano») y Harry Villegas («Pombo»).
En su condición de escolta, permaneció toda la campaña militar junto a Guevara. Participó en la Batalla de Santa Clara y otros combates y luego se estableció en la Fortaleza de San Carlos de La Cabaña, La Habana, a partir de enero de 1959. 
Al triunfo de la Revolución, Coello pasó a formar parte de la escolta del Comandante Guevara. De orígenes muy humiles, no ascendió a oficial debido a su negativa a capacitarse. "Que estudien el Ché y Fidel que son los dirigentes, yo sólo se trabajar y combatir", era su forma de pensar al respecto. Guevara entonces, le dijo que no sería ascendido si al menos no aprendía a leer y escribir, cosa que sí hizo, por lo que fue ascendido a sargento.

### Congo
A fines de 1964 el Che Guevara había decidido dejar el gobierno cubano para dedicarse a impulsar la lucha armada en otros países. La República Democrática del Congo, ubicada en el centro del África fue tomada para establecer un «foco» desde el que se podría irradiar la revolución a todo el continente.
A partir de abril de 1965 Guevara se instaló al mando de 120 cubano para apoyar la lucha del Consejo de Liberación del Congo. Entre ellos estaban Carlos Coello («Tuma») y Harry Villegas («Pombo»). La experiencia fue un fracaso y en noviembre debieron retirarse cuando la derrota y captura era inminente.
Fue allí donde Carlos Coello adquirió el sobrenombre de «Tuma», proveniente de la palabra suajili «tumaini», que significa «esperanza», con la que empezaron a llamarlo los guerrilleros congoleños.

### Bolivia y muerte
Luego de la fallida experiencia del Congo, el Che Guevara organizó un foco guerrillero en Bolivia, donde instaló a partir del 3 de noviembre de 1966, en una zona montañosa cercana a la ciudad de Santa Cruz, en un área que atraviesa el río estacional Ñancahuazú, afluente del importante río Grande.
A mediados del año 1966 el Che había enviado Bolivia a dos de sus hombres de confianza, Harry Villegas («Pombo») y Carlos Coello («Tuma»), donde ya se encontraba José María Martínez Tamayo («Papi»), organizando los contactos y analizando la situación. Luego se sumarían al grupo de combatientes, junto con otros hombres clave del Che Guevara, Eliseo Reyes, Juan Vitalio Acuña («Vilo»), Jesús Suárez Gayol («el Rubio»), Israel Reyes Zayas («Braulio»), René Martínez Tamayo, Orlando Pantoja Tamayo («Olo»), Alberto Fernández Montes de Oca («Pacho»), Aniceto Reinaga Cordillo («Aniceto»), Octavio de la Concepción de la Pedraja («Moro»), Dariel Alarcón («Benigno») y Tamara Bunke («Tania»).
El grupo guerrillero tomó el nombre de Ejército de Liberación Nacional (ELN) de Bolivia con secciones de apoyo en Argentina, Chile y Perú. Los enfrentamientos armados comenzaron el 23 de marzo de 1967.
Solo cinco hombres sobrevivieron. Carlos Coello murió en combate el 26 de junio de 1967, en un combate en el río Piray. Fue enterrado clandestinamente cerca del lugar de su muerte en un lugar llamado Lepería. Pocas semanas después, el 9 de octubre, el Che Guevara moriría fusilado ilegalmente en La Higuera.
Su cuerpo fue hallado el 21 de junio de 1996. y han sido colocados en el Monumento de Ernesto Che Guevara en Santa Clara.
Estaba casado con Esmérida Ferrer y tuvo un hijo que no llegó a conocer y al que su esposa le puso de nombre Tuma. Antes de partir le había dicho a su esposa:

A donde vaya el Che, yo voy. Donde muera el Che, muero yo.